# Giuseppe Cadolini

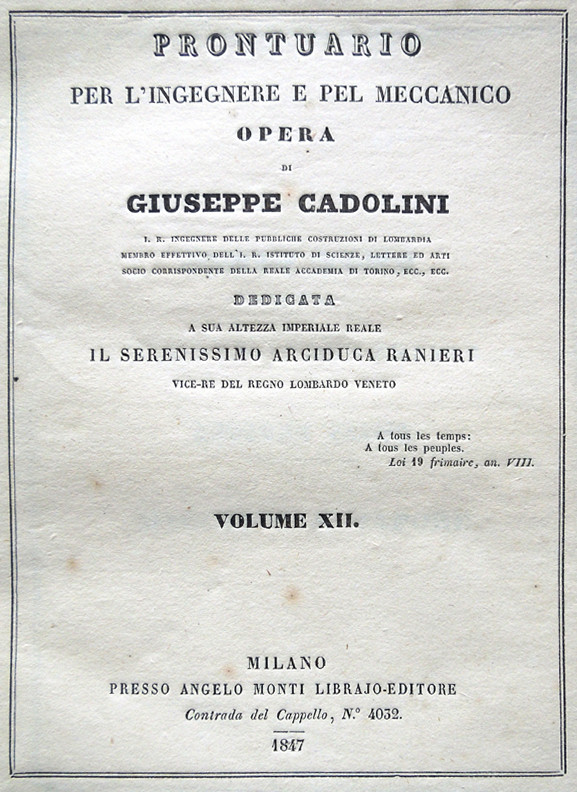
Prontuario per l'ingegnere e pel meccanico

Giuseppe Cadolini (Milano, 17 febbraio 1805 – Torino, 6 maggio 1858) è stato un ingegnere e traduttore italiano.

## Biografia
Si laureò in Matematica all'Università degli Studi di Pavia e dall'anno successivo entro a far parte degli ingegneri delle pubbliche costruzioni.
Dal 1832 diresse la collana Scelta biblioteca dell'ingegnere civile, opera a fascicoli che si proponeva di raccogliere le migliori opere sull'argomento; il primo volume conteneva la traduzione dal francese, da lui realizzata, di un'opera di Joseph Mathieu Sganzin. Nella collana pubblicò anche proprie opere, come Architettura pratica dei mulini (1837), e varie traduzioni di autori stranieri.
Pubblicò anche diversi contributi ne Il Politecnico. 
Nel 1835 presso Angelo Monti, libraio e negoziante di stampe nella contrada del cappello, n. 4023, Milano, pubblicò L'architettura pratica dei mulini trattata con metodi semplici ed elementari desunti da Nuumann e dall'Eytelwein unitovi un ragguaglio sulle teorie delle ruote idrauliche sulla fabbricazione delle ruote metalliche e sui perfezionamenti dell'arte di macinare. Il testo fu venduto per 10 lire italiane, previsto in 2 libri, ne fu stampato solo il primo, è corredato di 671 figure.
Nel 1840 partecipò alla seconda riunione degli scienziati italiani presentando le proprie tavole numeriche per ingegneri e fisici, poi pubblicate come Prontuario per l'ingegnere e pel meccanico.
Nel 1843 divenne socio dell'Istituto Lombardo di scienze lettere e arti.
Il 13 dicembre 1846 divenne socio dell'Accademia delle Scienze di Torino.
Durante le Cinque giornate di Milano divenne ispettore in capo alle barricate. Al ritorno degli austriaci dovette rifugiarsi a Torino. Per ordine di Radetzky perse anche la qualifica di socio dall'Istituto Lombardo.